# St. Florian (Sankt Florian)

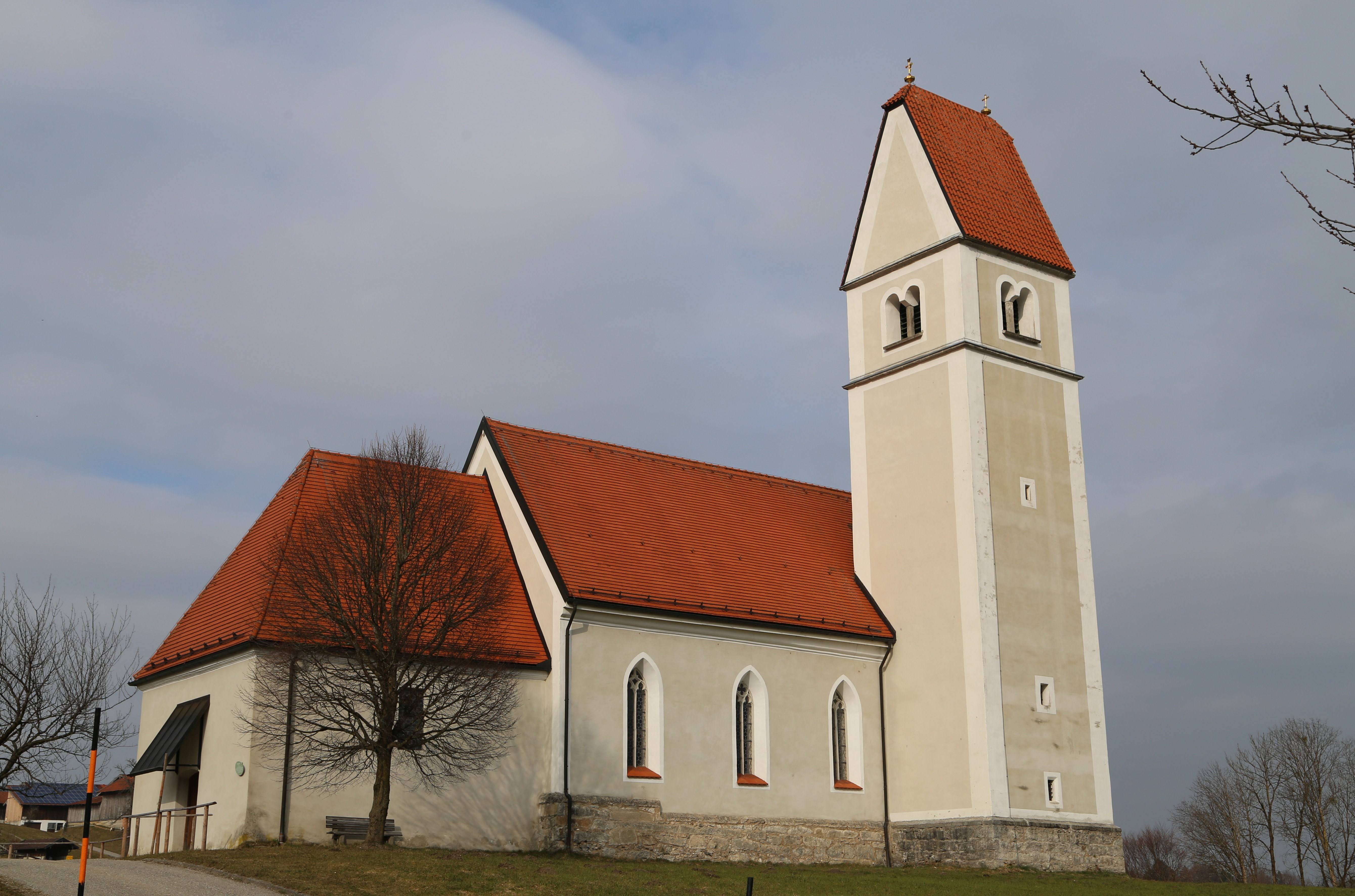
St. Florian in Sankt Florian

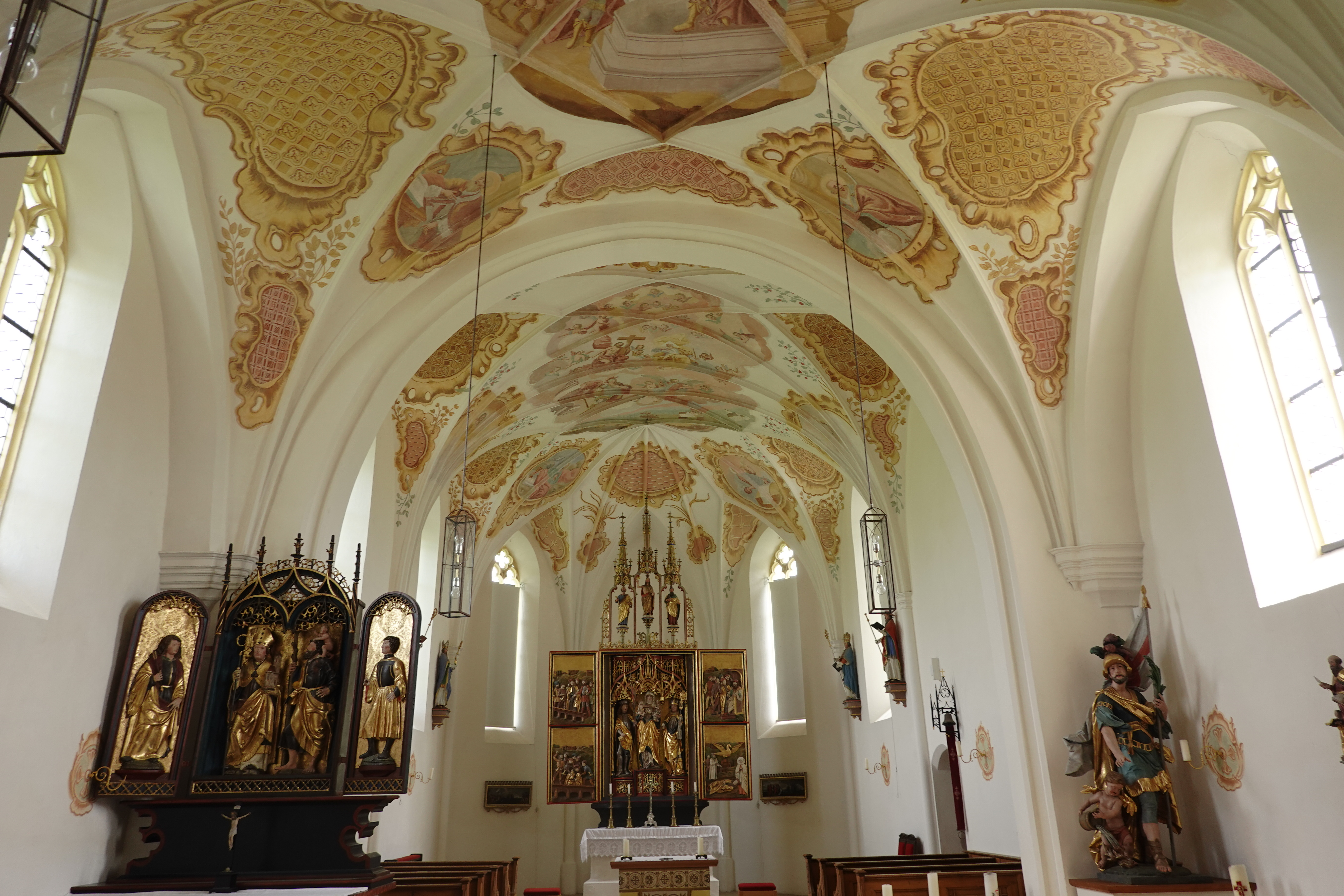
Innenraum

Die römisch-katholische Filialkirche und Wallfahrtskirche St. Florian steht in Sankt Florian, einem Gemeindeteil von Frasdorf im oberbayerischen Landkreis Rosenheim. Sie ist in der Liste der Baudenkmäler in Frasdorf als Baudenkmal unter der Nr. D-1-87-132-40 eingetragen. Die Kirche gehört zum Dekanat Rosenheim im Erzbistum München und Freising.

## Beschreibung
Die spätgotische Saalkirche wurde 1490–94 erbaut und 1764 barock umgestaltet. 1853 und in den 1880er Jahren ist die Barockisierung zum Teil wieder rückgängig gemacht worden. Die Kirche besteht aus dem Langhaus zu drei Jochen, dem eingezogenen, dreiseitig geschlossenen Chor im Osten, einer Kapelle an der Nordwand des Langhauses und dem Chorflankenturm an der Südwand des Chors, dessen untere Geschosse vom Vorgängerbau stammen. Sein oberstes, mit einem Krüppelwalmdach bedecktes Geschoss enthält hinter den als Biforien gestalteten Klangarkaden den Glockenstuhl mit drei Glocken. Im eingezogenen, 1710 gebauten Vorzeichen im Westen befindet sich das Portal.
Der Innenraum ist mit einem Stichkappengewölbe überspannt. Am Chorbogen befinden sich die Skulpturen des Johannes Nepomuk und des Florian von Lorch aus der Werkstatt von Johann Baptist Straub. Der Flügelaltar wurde mit Teilen des spätgotischen Hochaltars gestaltet. Im Mittelteil befinden sich drei Statuetten aus dem 16. Jahrhundert, Anna selbdritt steht zwischen Florian von Lorch und Wolfgang von Regensburg.
Die Orgel wurde 1896 von Franz Borgias Maerz erbaut. Das vierregistrige Werk verfügt über eine mechanische (Manual) und pneumatische (Pedal) Spiel- und Registertraktur.: